# Martin Förster
Martin Förster (* 14. dubna 1966, Jablonec nad Nisou) je bývalý československý sáňkař.

## Sportovní kariéra
Na XIV. ZOH v Sarajevu 1984 skončil v závodě jednotlivců na 18. místě a v závodě dvojic na 14. místě (s Stanislavem Ptáčníkem).